# Schloss Eysölden
Das Schloss Eysölden ist eine frühere Burg vom Typus der Randhausanlage im Gemeindeteil Eysölden des Marktes Thalmässing im mittelfränkischen Landkreis Roth in Bayern.
Sie ist unter dem Aktenzeichen D-5-6833-0287 als Bodendenkmal und unter dem Aktenzeichen D-5-76-148-39 als Baudenkmal in die bayerische Denkmalliste eingetragen.

## Geschichte
Das Schloss in Eysölden geht wahrscheinlich bis auf das 1140/49 erstmals nachgewiesene Ortsadelsgeschlecht der Herren von Eysölden zurück, die Ministerialen der Herren von Stein waren. Diesen folgten in der Ortsherrschaft die seit 1279 bekannten Schmoll, nach deren Aussterben 1472 die Herren von Knöring. Aufgrund von Details lässt sich der Bau des bestehenden Schlosses in die Zeit um 1490 bzw. 1500 datieren. 1539 erwarben die Markgrafen Georg und Albrecht von Ansbach den Sitz. 1618 ging das Schloss an Karl von Birkholz, der Amtmann zu Stauf war. Seine Witwe veräußerte das Schloss 1632 an die Herren von Jaxtheim. 1685 vertauschte Hans von Jaxtheim das Schloss an Hans Haidt, der das Ausschankrecht („Taferngerechtigkeit“) erhielt und die untere Gastwirtschaft von Eysölden in das Schloss verlegte. Das Schloss befindet sich seitdem in bürgerlichen Händen. 1956 vernichtete ein Großbrand die alten Wirtschaftsgebäude.

## Beschreibung
Das Schloss besitzt die Form eines leicht trapezförmigen Kastells mit vier Ecktürmen von max. 40 × 30 m Ausdehnung. Die beiden westlichen Türme besitzen Schlüssellochscharten und flankieren den die gesamte Breite einnehmenden, dreigeschossigen Wohnbau. Dessen Außenseite ist aus Stein gemauert, während die Hofseite aus Fachwerk mit einer Galerie errichtet wurde. Im Norden und Osten des Hofes stehen Wirtschaftsgebäude, die in der Neuzeit umgestaltet wurden. Die beiden östlichen Ecktürme waren zwischenzeitlich abgerissen worden, der nordöstliche wurde aber wieder auf den alten Fundamenten aufgebaut. Im Süden erfolgte die Zufahrt durch einen mittlerweile abgerissenen Torturm.